# Isaiah Crowell
Isaiah Crowell  (* 8. Januar 1993 in Columbus, Georgia) ist ein ehemaliger US-amerikanischer American-Football-Spieler. Er spielte zuletzt auf der Position des Runningbacks für die Oakland Raiders in der National Football League (NFL).

## College
Crowell, der schon früh sportliches Talent erkennen ließ und in der Highschool neben dem Football- auch dem Leichtathletik-Team angehörte, besuchte zunächst die University of Georgia und spielte für deren Mannschaft, die Bulldogs, College Football. Nach einer erfolgreichen ersten Saison, in der er 850 Yards erlaufen und sechs Touchdowns erzielen konnte, wurde er nach einer Reihe von disziplinären Problemen – so wurde er positiv auf Drogen getestet und wegen des unerlaubten Tragens einer verborgenen Schusswaffe auf dem Campus – von der Universität relegiert.
Er wechselte zur Alabama State University und spielte zwei Jahre lang für deren Team, die Hornets, wobei er insgesamt 1.964 Yards und 30 Touchdowns erlaufen konnte.

## NFL

### Cleveland Browns
Beim NFL Draft 2014 fand er zunächst keine Berücksichtigung, wurde dann aber von den Cleveland Browns als Free Agent verpflichtet. Crowell schaffte es ins Team und wurde bereits in seiner Rookiesaison in allen Spielen aufgeboten, vier Mal sogar als Starter, wobei ihm acht Touchdowns gelangen.
In den beiden folgenden Saisons erhielt er immer mehr Spielzeit und war 2016 sogar der mit Abstand erfolgreichste Scorer seines Teams.

### New York Jets
Am 14. März 2018 unterschrieb Crowell einen Dreijahresvertrag bei den New York Jets.
 In der Saison 2019 konnte er sechs Touchdowns erlaufen.

### Oakland Raiders
Einen Tag nachdem die Jets Le’Veon Bell verpflichtet hatten, wurde Crowell nach nur einer Saison bereits wieder entlassen. Wenig später wurde er von den Oakland Raiders unter Vertrag genommen.